# Flotsam
Flotsam (дослівно укр. Уламок) — майбутня однокористувацька відеогра жанру містобудівного симулятора з елементами виживання, розроблена бельгійською студією «Pajama Llama Games» та випущена компанією «Kongregate». Події відеогри відбуваються на планеті, що внаслідок спричинених людською діяльністю стихійних лих була повністю поглинута світовим океаном. Гравцеві/гравчині потрібно керувати групою вцілілих для побудови та розвитку поселення на воді з залишків старого світу, що плавають довкола: пластикових пляшок, різноманітного залізяччя, дощок тощо. Поселення одночасно є також і кораблем, що може переміщуватися за вказівками гравця/гравчині. Також у відеогрі потрібно стежити за потребами власних поселенців. Втамувавши голод і спрагу населення, виловлюючи рибу чи збираючи дощову воду, наприклад, необхідно також налагодити належне забезпечення поселення всіма необхідними речами, будуючи майстерні та стійки, де поселенці перетворюватимуть ресурси на потрібні предмети.
Перша інформація про відеогру з'явилася 2015 року. 2018-го було випущено перший промоційний відеоролик, а згодом 26 вересня 2019 року відеогра вийшла у дочасному доступі на платформах Steam, Humble Bundle, GOG та Kartridge, ставши доступною для Microsoft Windows та macOS. Flotsam отримала змішані перші відгуки від оглядачів і гравців. Оглядачі схвально оцінили дизайн, ідею відеогри та її перспективність, зауваживши також на незначних технічних недоліках та недостатній глибині проєкту, що можуть бути виправлені розробниками до повноцінного випуску. 10 лютого 2020-го було додано можливість перекладати відеогру власною мовою на платформі «Localizor», зокрема українською.

## Ігровий процес
Оскільки світовий океан поглинув більшість людської цивілізації, гравець/гравчиня керує невеликою групою вцілілих, щоб побудувати новий прихисток просто неба. Використовуючи залишки та сміття старого світу, що плаває довкола: різноманітні пластикові вироби, дошки, металеві предмети тощо – поселенці, або як їх названо у відеогрі – блукачі (або дрифтери, від англ. drifters), можуть будувати різноманітні споруди та понтонні мости, якими їх сполучають, створювати всілякі предмети тощо. Поселення нагадує своєрідний корабель чи пліт: воно здатне переміщуватися за вказівками гравця/гравчині до заданого місця.
Відеогра розроблена з елементами виживання, через що гравцям/гравчиням також потрібно стежити за запасами їжі та води у сховищах, наприклад, відправляючи блукачів на виловлення риби поблизу чи споруджуючи стійки, що збиратимуть дощову воду. Якщо ж не задовольняти основні потреби поселенців, вони загинуть, зокрема від постійного вживання неочищеної морської води. Окрім цього у відеогрі представлена система поживності продуктів. Деревину, пластик, залізяччя та інші ресурси для розвитку поселення можливо знайти різними шляхами: або відправляючи блукачів збирати їх поблизу міста, намітивши на карті зону збору; або побудувавши човни для дослідження островів та кораблегинів довкола; або відвідуючи та досліджуючи цікавинки. Цікавинками називають окремі локації, яким притаманна певна особливість: скеля з потрощеними автомобілями, селище рибалок тощо. Окрім ресурсів, у таких місцинах можливо знайти креслення чи очки дослідження для розблокування та побудови нових споруд у місті, або знайти інших вцілілих чи тварин, що доєднаються до поселення, якщо їх врятувати. Щоб відвідати цікавинки гравцям/гравчиням слід виконати всі необхідні умови, зокрема побудувати вітрила у своєму місті.
Оскільки для розбудови поселення можуть знадобитися ресурси, які складно або неможливо знайти, необхідно налагоджувати власне виробництво. А з часом, із побудованих майстерень утворювати виробничі ланцюги. Так, наприклад, заготівля дров, виробництво яких потребує дощок, відбувається в одній майстерні, після виготовлення вони доставляються до найближчого, вільного або назначеного сховища, під'єднаного до поселення, і вже потім перерозподіляються для інших завдань, наприклад як паливо для очищувачів води або ж для зведення просунутіших майстерень.

## Розроблення
Розробленням відеогри займається бельгійська компанія «Pajama Llama Games», заснована Дейвом Ван Вердеґемом (англ. Dave Van Verdegem), Джуда-Бен Ґордієром (англ. Juda-Ben Gordier) та Стеном Луазо (англ. Stan Loiseaux). Уперше ідея створення відеогри зародилася під час створення анімаційного проєкту одного зі співзасновників Pajama Llama Games про людей, що мешкають у затопленому світі. Ідея перетворилася на перший прототип проєкту, а згодом стала повноцінною відеогрою під назвою «Flotsam». Перші відомості про відеогру почали з'являтися 2015 року, коли було поширено перший концепт-арт Flotsam. Наприкінці 2017 року було оприлюднено GIF-анімації з елементами ігрового процесу. 
Flotsam розроблювалася за допомогою грального рушія «Unity». 3D-моделі створювалися у Blender, а для створення текстур розробники використовували 3Dcoat.

### Поширення
Перший промоційний відеоролик відеогри вийшов 16 серпня 2018 року на офіційній YouTube-сторінці Kongregate, видавця відеогри. 2019-го розробники відвідали Gamescom у Кельні, де дали змогу гравцям/гравчиням зіграти у демоверсію відеогри. 26 вересня того ж року розробники випустили відеогру у дочасний доступ на платформі Steam, Humble Bundle, GOG та Kartridge, анонсувавши подію 6 серпня випуском трейлеру на своїй YouTube-сторінці. З того часу відеогра перебуває у ранньому доступі без оголошеної дати виходу. 
1 жовтня 2019 року розробники розповіли, що чекає на Flotsam у дочасному доступі, презентувавши мапу планів. Дотримуючись їх, розробники окрім поліпшень вже доданого вмісту запланували додати зміну дня та ночі, розклад доби, щоденні звіти, погоду, ввести поняття екологічності міста тощо.

## Локалізація
10 лютого 2020 року розробники повідомили в Steam, що відкривають спільноті можливість перекласти відеогру власною мовою, запустивши Flotsam на платформі для спільних перекладів «Localizor». Серед доступних для перекладу мов є також і українська мова.

## Сприйняття
До повноцінного випуску відеогра, перебуваючи у дочасному доступі, встигла отримати кілька оглядів, зокрема 15 жовтня 2019-го від видання «Rock, Paper, Shotgun». Оглядачка вебсайту Аліса Белл схвально оцінює графіку відеогри та перспективність проєкту, проте зауважує на обмеженому дереві технологій та малій кількості ланцюгів виробництва на той час: «потреби у поселенців гнітюче малі, і я сподіваюся, що з часом це зміниться». Також вона зазначила, що у відеогрі немає цілей чи хоча б натяку на певну сюжетну частину – «лише постійно повторювана мапа, подорожі якою розпочинаються спочатку, коли досягаєш краю». Оглядач вебсайту «Techraptor» Роберт Н. Адамс відзначив перспективність відеогри та можливості, що вже є у дочасному доступі, зокрема він зазначив, що граючи у Flotsam він зустрів пару технічних недоліків, проте це не зіпсувало його враження від проєкту, оскільки відеогра перебувала у процесі розроблення. Відгуки від гравців на платформі Steam є «змішаними»: серед понад тисячі рецензій, що лишили користувачі сервісу, 68% є позитивними. 
Відеогра отримала нагороду у номінації «Найперспективніша бельгійська відеогра» під час Belgian Game Awards, що проходила 2019 року в Кортрейку, Бельгія, а також стала найкращою відеогрою, що була розроблена на Unity, під час Gamescom 2019 на заході «Indie Arena Booth». 

### Нагороди
| Рік  | Нагорода            | Номінація                   | Номінація                              | Результат | Місце проведення                              |
| Рік  | Нагорода            | Офіційно                    | Українською                            | Результат | Місце проведення                              |
| ---- | ------------------- | --------------------------- | -------------------------------------- | --------- | --------------------------------------------- |
| 2019 | Belgian Game Awards | Most Promising Belgian Game | Найперспективніша бельгійська відеогра | Перемога  | Кортрейк, Бельгія                             |
| 2019 | Indie Arena Booth   | Best Unity Game             | Найкраща Unity-відеогра                | Перемога  | Indie Arena Booth, Gamescom, Кельн, Німеччина |